# Manerba del Garda

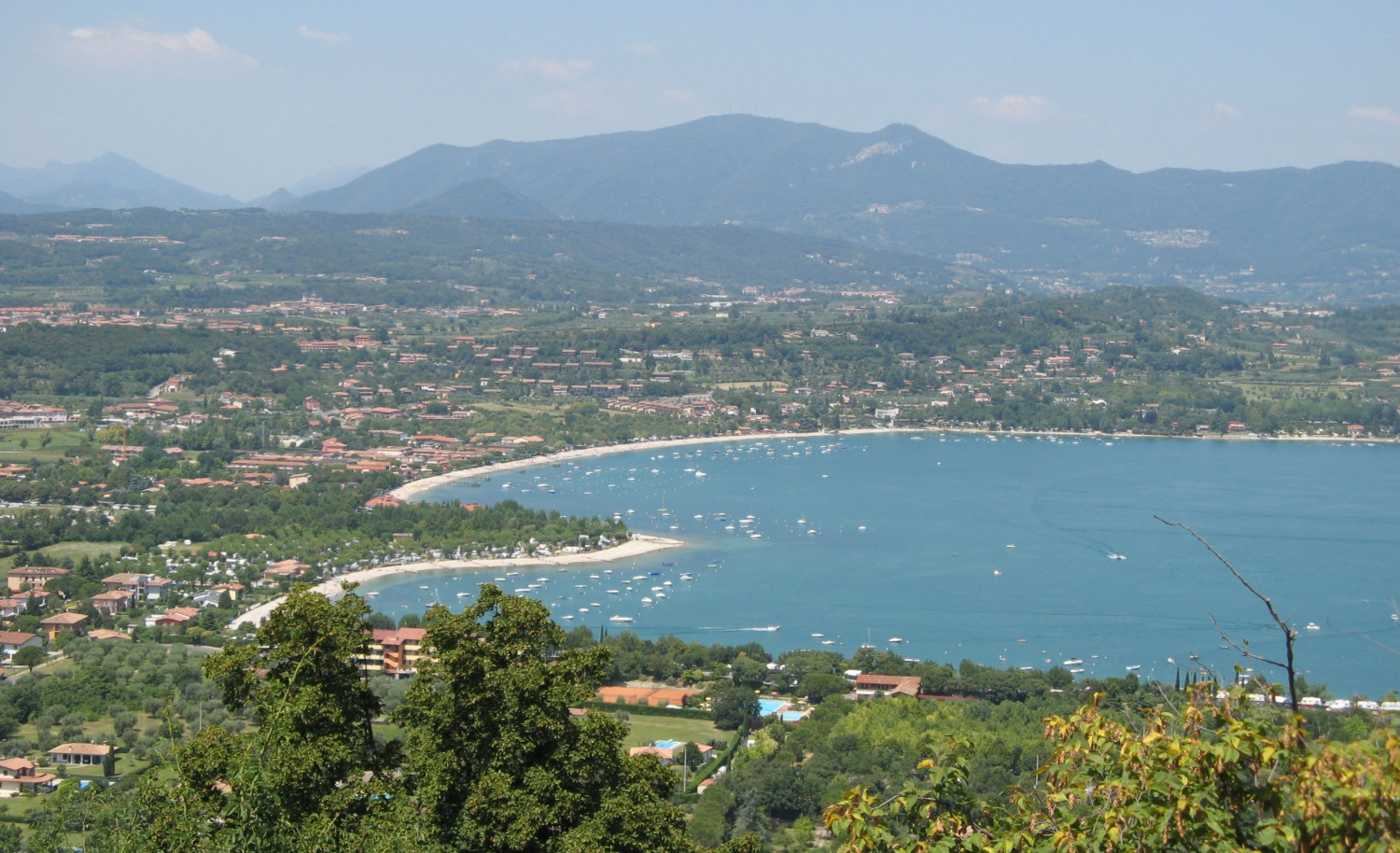
Blick von der Rocca über die Bucht von Manerba

Manerba del Garda ist eine italienische Gemeinde mit 5368 Einwohnern (Stand 31. Dezember 2023) in der Provinz Brescia in der Lombardei.
Manerba del Garda liegt am Südwestufer des Gardasees. Die Nachbargemeinden sind: Moniga del Garda, Polpenazze del Garda, Puegnago sul Garda, San Felice del Benaco, Soiano del Lago.
Manerba del Garda war seit dem Frühmittelalter Standort einer Burg (Rocca di Manerba) direkt über dem See, von der Reste erhalten sind.
Seit dem 14. Jahrhundert gehörte Manerba del Garda zur Republik Venedig.
Der Tourismus ist eine Haupteinnahmequelle des Ortes. Zu seinen Sehenswürdigkeiten gehören die Reste der Burg, die zu einem archäologischen Naturpark von 9 Hektar gehört, der auch einen Teil des Seeufers umfasst sowie die Pfarrkirchen der verschiedenen Ortsteile. Zum Inselchen „Isola San Biagio“ kann man von der Landzunge „Belvedere“ durch das flache Wasser waten.

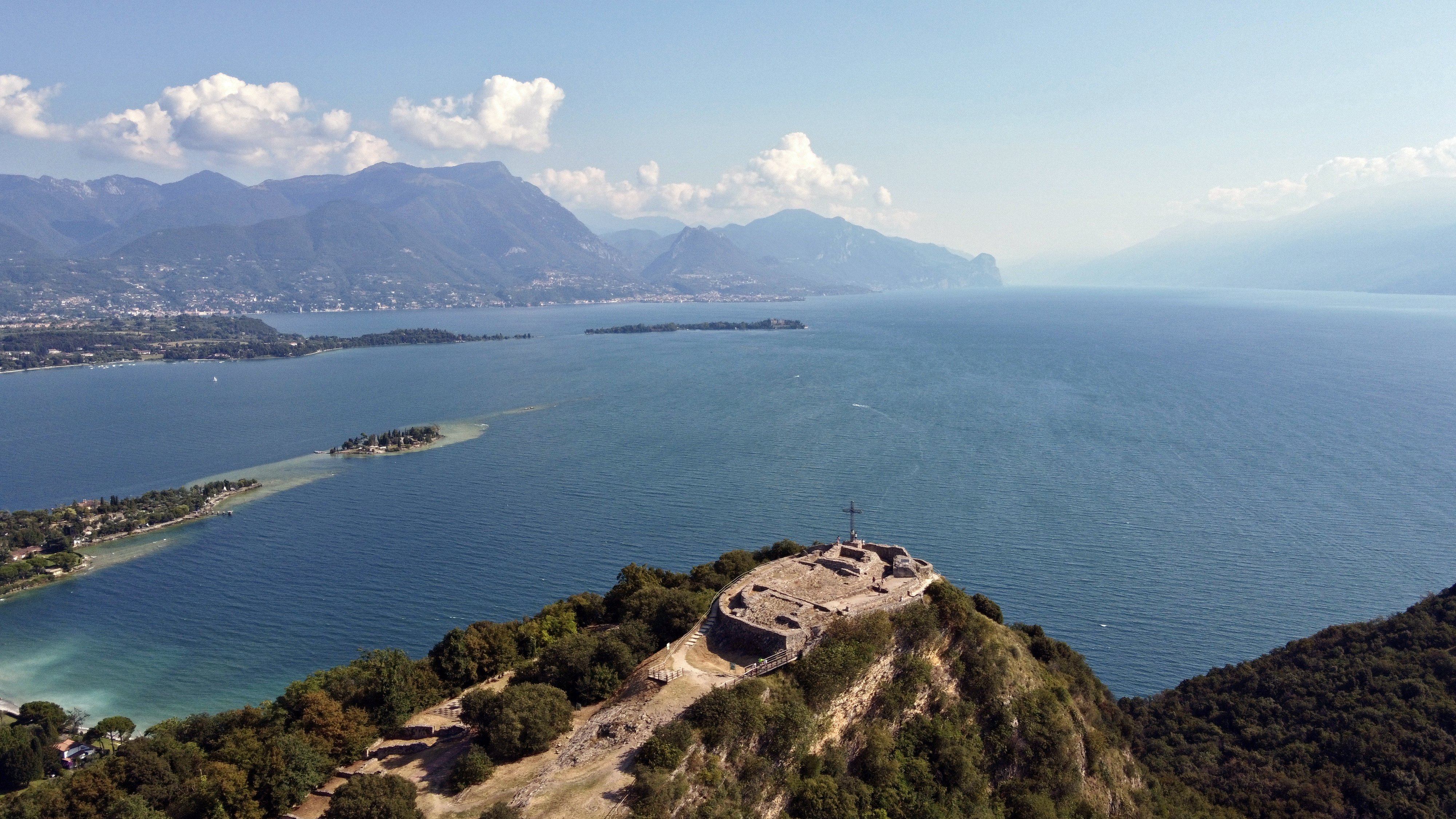
Ansicht der Burgruine Rocca di Manerba mit der Manerba Bucht und der Isola di San Biagio. im Hintergrund die Isola del Garda.

Lage der Gemeinde Manerba del Garda in der Provinz Brescia